# Gatti
Gatti ist ein italienischer Familienname.

## Herkunft und Bedeutung
Gatti ist ein ursprünglich von einem Spitznamen abgeleiteter italienischer Familienname, der – ähnlich einer Katze (ital.: gatto) – eine gewandte und lebhafte Person bezeichnete.

## Namensträger
- Agostino Gatti (1841–1897), Schweizer Politiker
- Alfredo Gatti (1911–2002), italienischer Fußballspieler
- Armand Gatti (1924–2017), französischer Schriftsteller und Regisseur
- Arturo Gatti (1972–2009), kanadischer Boxer
- Bernardino Gatti (1495–1576), italienischer Maler
- Carlo Gatti (1817–1878), schweizerisch-britischer Unternehmer und liberaler Politiker
- Carlo Gatti (Komponist) (1876–1965), italienischer Musikwissenschaftler, Musikkritiker und Komponist
- Charles Blanc-Gatti (1890–1966), Schweizer Künstler
- Claudio Gatti (* 1955), italienischer Journalist
- Daniele Gatti (* 1961), italienischer Dirigent
- Eduardo Gatti (* 1949), chilenischer Cantautor
- Enrico Gatti (* 1955), italienischer Violinist
- Fabio Gatti (* 1982), italienischer Fußballspieler
- Fabrizio Gatti (* 1966), italienischer Journalist
- Federico Gatti (* 1998), italienischer Fußballspieler
- Franco Gatti (1942–2022), italienischer Musiker
- Gabriele Gatti (* 1953), Politiker aus San Marino, Capitano Reggente (Staatsoberhaupt) von San Marino
- Giancarlo Gatti (* 1936), italienischer Comiczeichner
- Guido Maria Gatti (1892–?) italienischer Musikschriftsteller
- Giulio Gatti-Casazza (1869–1940), italienischer Opernmanager
- Giuseppe Gatti (1838–1914), italienischer Klassischer Archäologe und Epigraphiker
- Guglielmo Gatti (1905–1981), italienischer Klassischer Archäologe
- Hugo Gatti (1944–2025), argentinischer Fußballspieler
- Isabelle Gatti de Gamond (1839–1905), belgische Feministin
- Jennifer Gatti (* 1968), US-amerikanische Schauspielerin
- Laura Gatti (* 1979), san-marinesische Tennisspielerin
- Luigi Gatti (Komponist) (1740–1817), italienischer Komponist und Priester
- Luigi Gatti (Geschäftsmann) (1875–1912), italienischer Restaurantbesitzer, Opfer des Untergangs der Titanic
- Luigi Gatti (Erzbischof) (* 1946), italienischer Geistlicher, Erzbischof von Santa Giusta und Apostolischer Nuntius
- Marcello Gatti (1924–2013), italienischer Kameramann
- Marco Gatti (* 1967), san-marinesischer Politiker
- María Ester Gatti (1918–2010), uruguayische Menschenrechtsaktivistin
- Martino Gatti (* 1971), italienischer Fußballspieler
- Matteo Gatti (* 2001), san-marinesischer Skirennläufer
- Mauro Gatti (* 1937), italienischer Fußballspieler
- Natalia Gatti (* 1982), argentinische Fußballspielerin
- Simon Gatti (* 1981), kanadischer Fußballspieler
- Teobaldo di Gatti (~1650–1727), italienischer Komponist